# Rabló-pandúr (film, 1983)
A Rabló-pandúr (eredeti cím: Cane e Gatto) 1983-ban bemutatott olasz akció–vígjáték, amelynek főszereplője Bud Spencer és Tomás Milián. Az élőszereplős játékfilm rendezője Bruno Corbucci, a producere Josi W. Konski. A forgatókönyvet Mario Amendola írta, a zenéjét Carmelo és Michelangelo La Bionda szerezte. A mozifilm az El Pico S.A. gyártásában készült. Műfaja filmvígjáték.
Olaszországban 1983. február 11-én mutatták be a mozikban, Magyarországon 1991. december 12-én adták ki VHS-en.

## Cselekmény
Tony Roma (Tomás Milián), az olasz származású dzsigoló elcsábítja a szenátor feleségét és megszabadítja drága ékszereitől. A rendőrség tehetetlen, így a különleges osztályról Parker hadnagyot (Bud Spencer) kérik meg, hogy csípje el a gazfickót. Egy ügyes csellel sikerül is a feladat, ám hamarosan megszökik a fickó. Szerencsétlenségére tanúja lesz, ahogy a helyi maffia főnöke lelő egy embert. Így a piti tolvaj nyomába ered az egész alvilági szervezet. Tony Parkernál keres menedéket és együtt vetik magukat szédült kalandokba.

## Szereplők
| Szereplő                           | Színész              | Magyar hang                                      |
| ---------------------------------- | -------------------- | ------------------------------------------------ |
| Alan Parker hadnagy                | Bud Spencer          | Kránitz Lajos                                    |
| Tony Roma                          | Tomás Milián         | Szombathy Gyula                                  |
| Salvatore Licuti                   | Marc Lawrence        | Kenderesi Tibor                                  |
| Anderson szenátor                  | Dan Fitzgerald       | Tolnai Miklós                                    |
| Browning kapitány                  | Don Sebastian        | Láng József                                      |
| Hayk őrmester                      | Billy Garrigues      | Imre István                                      |
| Debora                             | Margherita Fumero    | Györgyi Anna                                     |
| Marion                             | Christine Troples    | Orosz Helga                                      |
| Atya                               | Harold Bergman       | Kardos Gábor                                     |
| Anunciata Pippino, Tony Roma anyja | Joan Call            | Mányai Zsuzsa                                    |
| Kockás inges testőr                | Bill Wohrman         | Melis Gábor                                      |
| Tommy Kardi                        | Robert Banci         | Balázsi Gyula                                    |
| Pamela, táncosnő                   | Darcy Shean          | Dudás Eszter                                     |
| Martinez, Don Salvatore embere     | Roberto Messina      | Fekete Zoltán                                    |
| Don Salvatore göndör hajú embere   | Giancarlo Bastianoni | Felföldi László (1. hang) Hankó Attila (2. hang) |
| Bártulajdonos                      | Oswaldo Calvo        | Győri Péter                                      |
| Bob, parodista a bárban            | N/A                  | Forgács Péter                                    |
| Archibald szenátor                 | N/A                  | Horkai János                                     |
| Archibald felesége                 | N/A                  | Jani Ildikó                                      |
| Don Garcia Gonzales                | N/A                  | Szabó Ottó                                       |
| Politexné                          | N/A                  | Czigány Judit                                    |
| Forester őrmester                  | N/A                  | Csuja Imre                                       |

További magyar hangok: Barbinek Péter, Czvetkó Sándor, Dobránszky Zoltán, Lippai László, Menszátor Magdolna, Prókai Annamária, Rák Kati, Uri István, Varga Tamás, Zsurzs Kati

## Érdekesség
- A film eredeti címének (Cane e Gatto) jelentése: „kutya és macska”. A magyar változatban az egyik alternatív angol címmel jelenik meg Thieves and Robbers (Tolvajok és rablók).

## Televíziós megjelenések
RTL Klub / RTL, Film+, Poén TV / Prizma TV / RTL+ / RTL Három, Cool, Film+ 2 / RTL Gold